# L'Iris blanc
Ne doit pas être confondu avec L'Iris jaune.
L'Iris blanc est le quarantième album de la bande dessinée Astérix, publié le 26 octobre 2023, scénarisé, pour la première fois, par Fabcaro et dessiné par Didier Conrad.

## Résumé

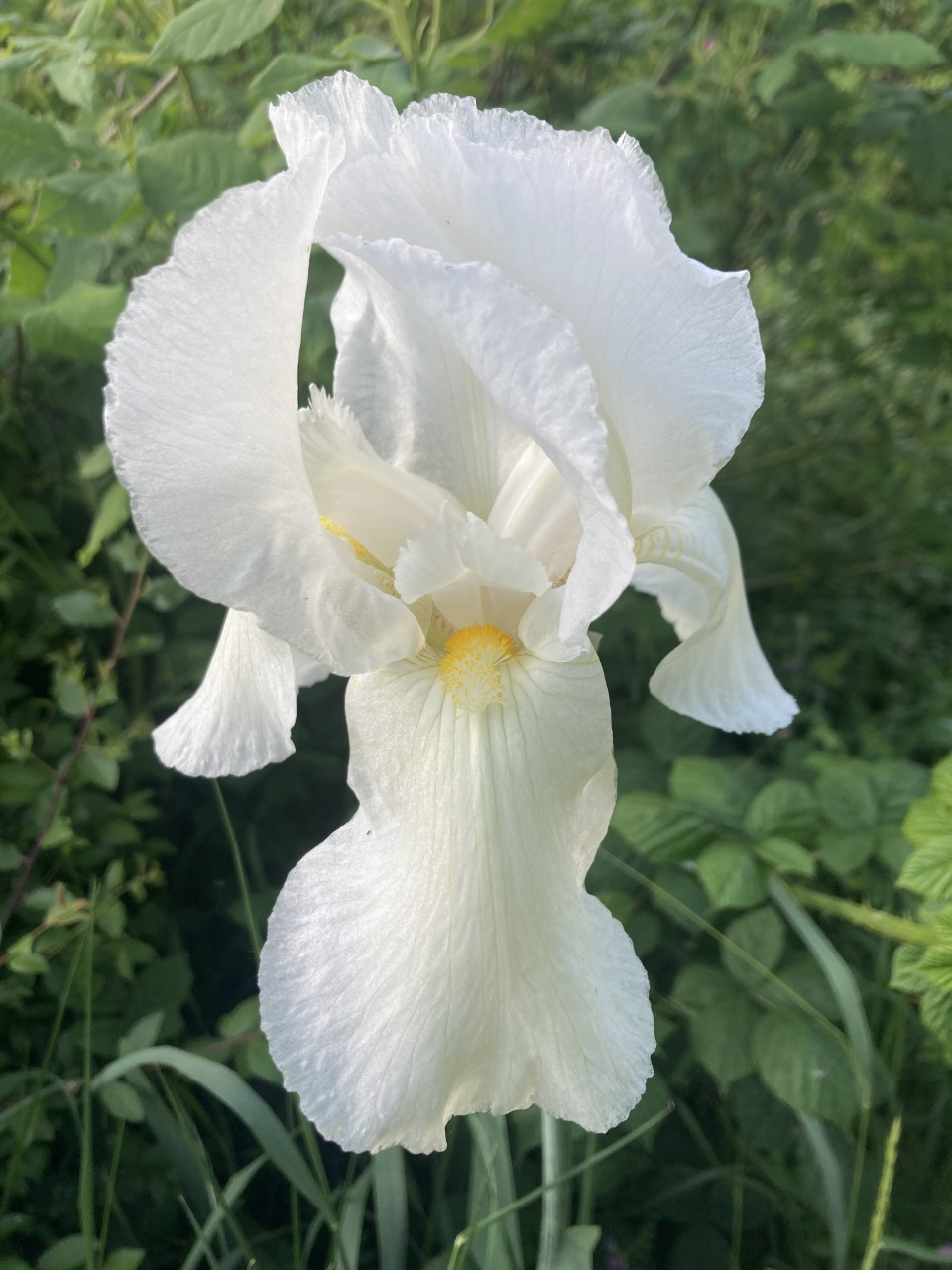
Iris blanc

Aux confins de l'empire, une troupe romaine refuse d'aller au combat contre des Goths. César s'en émeut et convoque ses meilleurs conseillers. Parmi ceux-ci, Vicévertus, médecin-chef des armées de César, propose une méthode de son invention, appelée l'Iris Blanc, s'appuyant sur la pensée positive et une communication par aphorismes, susceptible de redonner le moral aux garnisons romaines. 
Missionné par César, Vicévertus arrive quelques jours plus tard dans le camp de Babaorum, afin de mettre sa méthode à l'épreuve du terrain. Il s'agit pour lui non seulement de remotiver les légionnaires, mais également de parvenir à adoucir les habitants du village gaulois pour les rendre moins agressifs, voire pacifistes. Vicévertus se rend donc au village, rencontre Astérix et Obélix dans la forêt, puis arrivé à destination tente de « convertir » certains villageois, comme Bonemine, Ordralfabétix, Cétautomatix ou Agecanonix qui deviennent des adeptes de la méthode, allant même jusqu'à tolérer un concert donné par Assurancetourix.
Le plan de Vicévertus se heurte toutefois à la suspicion d'Astérix, ce qui amène à un échange verbal où, face à l'insolence du petit gaulois, le "sage" romain perd son sang-froid devant le reste des habitants du village. Discrédité, Vicévertus décide alors de changer de stratégie en capturant Bonemine pour la livrer à César. Pour cela, il lui propose de l'accompagner à Lutèce sous prétexte de lui faire visiter la ville. Bonemine accepte, elle a toujours eu envie d'y retourner pour revoir son frère Homéopatix. 
La disparition de Bonemine rend Abraracourcix terriblement malheureux. Astérix et Obélix promettent de se rendre à Lutèce afin de retrouver Bonemine. Abraracourcix s'impose pour les accompagner.
Entretemps, après avoir revu son frère Homéopatix, Bonemine est invitée par Vicévertus à prendre une "amphorette" dans la taverne du Grec Lédeumagos, où elle fait connaissance avec la bande d'amis branchés de Vicévertus. Le groupe d'amis visitent ensuite le Musée de Kébranlix, et décident d'aller voir le soir même une pièce avec Boxoffix, un comédien disciple de l'Iris Blanc.
Astérix, Obélix et Abraracourcix commencent leurs recherches par une visite chez Homéopatix, qui les envoie chez Macrobiotix, le tenancier de l'auberge très nouvelle cuisine "Aux divins délices". Ce dernier leur conseille, afin de retrouver la trace de Vicévertus, de rencontrer Boxoffix, un comédien jouant chaque soir aux Arènes de Lutèce. 
Lors de la représentation de la pièce de Boxoffix intitulée "En attendant Godos", à laquelle assistent Vicévertus et Bonemine, Abraracourcix, Astérix et Obélix retrouvent la femme du chef, cette dernière comprend que Vicévertus n'était pas animé de bonnes intentions et voulait au contraire la faire arrêter pour la remettre à César. Jules César apparaît au même moment et obtient d'Astérix les explications nécessaires qui l'éclairent sur la situation, puis décide d'adoucir la peine de Vicévertus qui aurait dû être livré aux fauves après l'échec de son plan.
Heureuse d'avoir échappé au piège tendu par Vicévertus et d'avoir retrouvé son mari, Bonemine rejoint les Gaulois et tous rentrent en Armorique dans leur village qui, sans l'influence de Vicévertus, reprend ses bonnes vieilles habitudes.

## Personnages principaux
- Les habitants du village gaulois, dont : 
  - Astérix, guerrier,
  - Obélix, livreur de menhir,
  - Idéfix, chien d'Obélix,
  - Ordralfabétix, poissonnier,
  - Cétautomatix, forgeron,
  - Bonemine, épouse d'Abraracourcix,
  - Madame Agecanonix,
  - Abraracourcix, chef du village,
  - Agecanonix, doyen du village,
  - Panoramix, druide,
  - Iélosubmarine, poissonnière, épouse d'Ordralphabétix,
  - Assurancetourix, barde ;
- Jules César, imperator romain ;
- Vicévertus, médecin-chef des armées romaines de César, inventeur de la méthode "L'Iris Blanc" ;
- Sipilinclus, centurion romain, responsable du camp retranché de Babaorum ;
- Oranjajus, légionnaire romain ;
- Les pirates, dont :
  - Barbe-Rouge, chef des pirates,
  - Triple-Patte, pirate unijambiste disant des citations latines,
  - Baba, vigie.
- Les habitants de Lutèce, dont :
  - Homéopatix, frère de Bonemine et beau-frère d'Abraracourcix,
  - Galantine, épouse d'Homéopatix,
  - Lédeumagos, aubergiste grec, tenancier de l'auberge homonyme,
  - Sacerdos, esclave grec d'Homéopatix,
  - Macrobiotix, tenancier de l'auberge Aux Divins Délices,
  - Boxoffix, acteur de théâtre de la Comédie Gauloise.

## Analyse

### Personnages et clins d'œil
Le personnage de Vicévertus est inspiré au départ à la fois de Bernard-Henri Lévy et de Dominique de Villepin.
Le tribun militaire assis à la droite de Jules César ressemble à Denis Olivennes, qui a entre autres occupé les postes de  DRH adjoint d'Air France, président-directeur général de la Fnac et cogérant de Libération (page 6).
Le C.G.V. (Char à Grande Vitesse) et la S.N.C.F. (Société Nouvelle des Chars et du Foin) sont des parodies du TGV et de la SNCF (page 29).
La charinette (page 36) et la station de Charri'Lib (page 42), sont les versions antiques de la trottinette et des stations de Vélib ou d'Autolib de Paris.
L'un des personnages du groupe d'amis de Vicévertus, convive à la taverne du Grec Lédeumagos (page 35), visiteur du musée de Kébranlix (page 38) et spectateur aux arènes de Lutèce (page 47), ressemble à l'auteur de l'album, Fabcaro.
Les artistes et les œuvres exposées au musée de Kébranlix (page 38) font référence respectivement à : Banksy (Banskix), Christian Boltanski (Boltanskix), Andy Warhol (Andiouaros) et Kasimir Malevitch (Malevix). 
Le loueur de Charri'Lib a les traits de l'acteur Vincent Lacoste (page 42). Ce dernier a précédemment joué le rôle du jeune Goudurix dans le film Astérix et Obélix : Au service de Sa Majesté, sorti en 2012.
L'acteur Boxoffix, de la Comédie-Gauloise jouant En attendant Godos aux arènes de Lutèce, prend les traits de l'acteur Jean Rochefort (pages 43 et suivantes). La pièce En attendant Godos évoque la pièce de théâtre de Samuel Beckett, En attendant Godot. 
Plusieurs lieux touristiques de la capitale sont évoqués : le Moulin-Rouge (page 35), La Rue de Rivoli (la voie Rivolix, page 36), le restaurant Les Deux Magots (la taverne du Grec Lédeumagos, page 35), le musée du Quai Branly (musée de Kébranlix, page 38), une fontaine Wallace (page 40), les arènes de Lutèce (page 43). 
Les animaux de la série parallèle Idéfix et les Irréductibles (la chienne Turbine et le chien Padgachix) apparaissent une première fois dans la gare de C.G.V. (page 32) et plus loin devant le musée de Kébranlix, accompagnés du vieux pigeon lutécien Asmatix (page 38).
En se moquant des poissons d'Ordralfabetix, Cétautomatix dit "Ah Ah ! Ces voyageurs sont prêts à acheter n'importe quoi...Tu vas voir qu'un jour on leur vendra des bols avec des noms gravés dessus en guise de souvenirs d'Armorique" (Page 9). Référence au bol breton.
Dans Lutèce, on y voit une affiche "Lotterie la Gauloise des Jeux" (Page 40) en référence au loto de la FDJ (Française des Jeux)

### Citations parodiques
- Mais oui ! On met des sesterces de dingue dans ce village gaulois qui résiste encore et toujours ! (page 6), prononcée par un tribun militaire romain en référence à la phrase « Un pognon de dingue ! » prononcée par Emmanuel Macron.
- "Si tu veux la guerre, prépare la paix ?" Mouais… (page 7), inversion par le centurion Sipilinclus de la locution latine Si vis pacem, para bellum (« Si tu veux la paix, prépare la guerre »), attribuée à l'auteur romain Végèce.
- Et comme tu dirais : « On ne peut pas tremper mille fois mille personnes » (page 14), adressée par Astérix à Vicévertus avec un jeu de mots sur tromper/tremper en référence à une réplique du film d'Alain Berbérian : La Cité de la Peur.
- Oui, le fameux "esprit sain dans un porcin" (page 16), qui parodie l'expression « Un esprit sain dans un corps sain », extraite de la dixième Satire de Juvénal et dont on connait une variante formulée par Pierre de Coubertin.
- "À vaincre sans péril, on triomphe sans gloire" (page 27), en référence à la tirade du Cid, de Corneille.
- "Que la Force soit avec nous !" (page 27), en référence à la saga Star Wars.
- "Ce qui compte, c'est pas le nombre de coups que tu peux donner..." et "...Mais c'est le nombre de coups que tu peux encaisser et continuer à avancer..." (page 27), en référence à la saga Rocky Balboa.
- "Celui qui combat peut perdre, mais celui qui ne combat pas a déjà perdu..." (page 27), citation attribuée à Bertolt Brecht.
- "Ce que tu possèdes finit pas te posséder." (page 30), allusion à la phrase « Les choses qu’on possède finissent par nous posséder », tiré du roman Fight Club de Chuck Palahniuk, ou du film associé Fight Club de David Fincher.
- "Tout vient à point à qui sait attendre" (page 31), en référence à une citation attribuée au poète Clément Marot.
- Toupie ou pas toupie, telle est la question (page 45), allusion à la célèbre phrase « To be or not to be » du monologue de Hamlet, pièce de William Shakespeare.
- Ça mérite trois "L" dans Lutècerama ! (page 47), en référence au système de notation de l'hebdomadaire culturel Télérama.
- Homme libre, toujours tu chériras la mer ! (page 47), allusion au poème de Charles Baudelaire L’Homme et la Mer, présent dans Les Fleurs du mal.

### Chansons
Chantées par Abraracourcix (page 15) :
- Mais voilà, j'habite en Gaule, et la Gaule c'est pas du tout c'qu'on dit..., parodiant J'habite en France de Michel Sardou.

Chantées par Assurancetourix (pages 20 et 21) :
- Glaive lève-toi et danse à Gergovie..., parodiant Ève lève-toi de Julie Pietri.
- Besoin d'Orion envie de Troie..., parodiant Besoin de rien, envie de toi de Peter et Sloane.
- On s'était  dit rendez-vous dans Byzance..., parodiant Place des Grands Hommes de Patrick Bruel.
- Légionnaire particulier, cherche légionnaire particulière..., parodiant Partenaire particulier du groupe Partenaire particulier.
- Alésia boire un p'tit coup à la maison..., parodiant Viens boire un p'tit coup à la maison du groupe Licence IV.

### Citations latines
- Sic itur ad astra : « C’est ainsi que l’on s’élève vers les étoiles » ou « Ainsi atteint-on les astres ». Il s’agit d’une citation de Virgile figurant au vers 641 du chant IX de l’Énéide. Cette locution a souvent été prise comme devise.

Citée par Triple-Patte, le pirate, alors que le bateau des pirates est coulé par un menhir envoyé involontairement par Obélix.

### Erreurs et coquilles
Il y a une faute d'orthographe non corrigée et répétée planche 35B (texte) et planche 36B (dessin), 2e vignette : le nom du restaurant est Aux divins délices ; or, au pluriel, délices est féminin : il eût fallu écrire soit Au divin délice, soit Aux divines délices.

## Accueil

### Campagne marketing
Comme pour chaque album d'Astérix, la campagne publicitaire est bien huilée. Le 20 décembre 2022, dix mois avant la sortie, une première planche est publiée sur le site officiel d'Astérix ainsi qu'une planche-annonce inédite au récit. Il est aussi révélé qu'un nouveau scénariste, Fabcaro, succède à Jean-Yves Ferri. L'annonce du titre est faite en mars 2023, suivie de la parution de visuels, d'une couverture provisoire et, en pleine rentrée littéraire, d'une série de strips dans les journaux partenaires qui ne seront pas dans l'album mais présentant un avant-goût de celui-ci.

### Fuite de la couverture et vente d'un album «en avant-première»
La réelle couverture ne devait être révélée, selon toute logique et les campagnes des albums précédents, qu'une dizaine de jours avant parution. Mais le jeudi 7 septembre 2023, un membre d'un groupe Facebook dédié à l'univers d'Astérix repère un exemplaire de L'Iris blanc vendu pour 9 € en « seconde-main » par une utilisatrice de Vinted, bien que celui-ci ne soit pas censé être encore paru. La couverture, normalement gardée secrète encore pour quelques semaines, est par le fait même révélée. Le webzine culturel belge Branchés Culture s'empare de l'information et les Éditions Albert-René n'ont d'autre choix, le lendemain dans l'après-midi, d'officialiser cette couverture.

### Ventes
Le tirage initial de l'album, en incluant les traductions, est de cinq millions d'exemplaires. Après dix jours de commercialisation, 511 500 exemplaires ont été vendus en France.
D'après les informations de vente disponibles pour la presse, tous genres et types d'ouvrage confondus, il est le livre le plus vendu en 2023 en France, à la fois en nombre d'exemplaires écoulés et en valeur.